# Avicennia marina

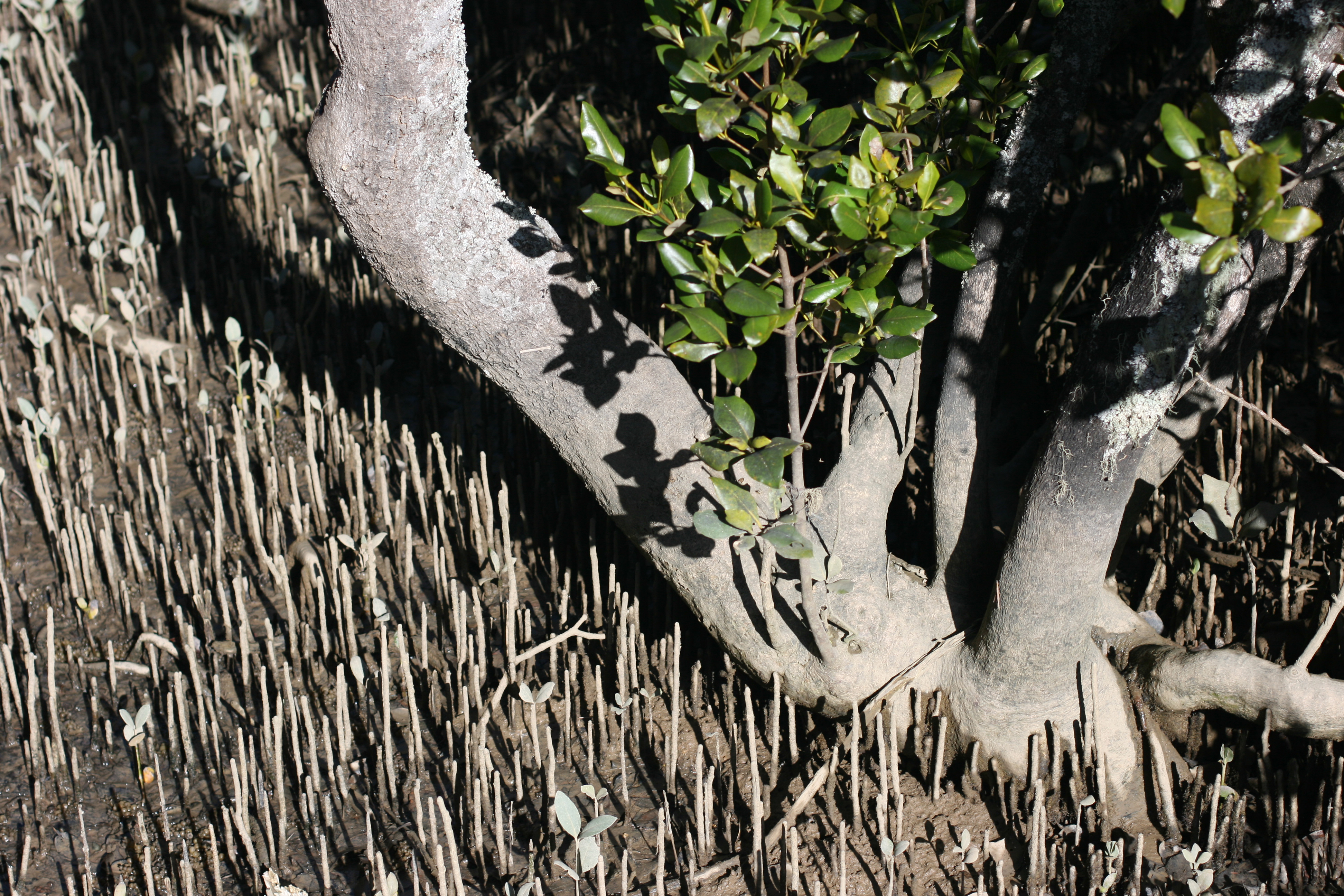
Stamm mit Atemwurzeln

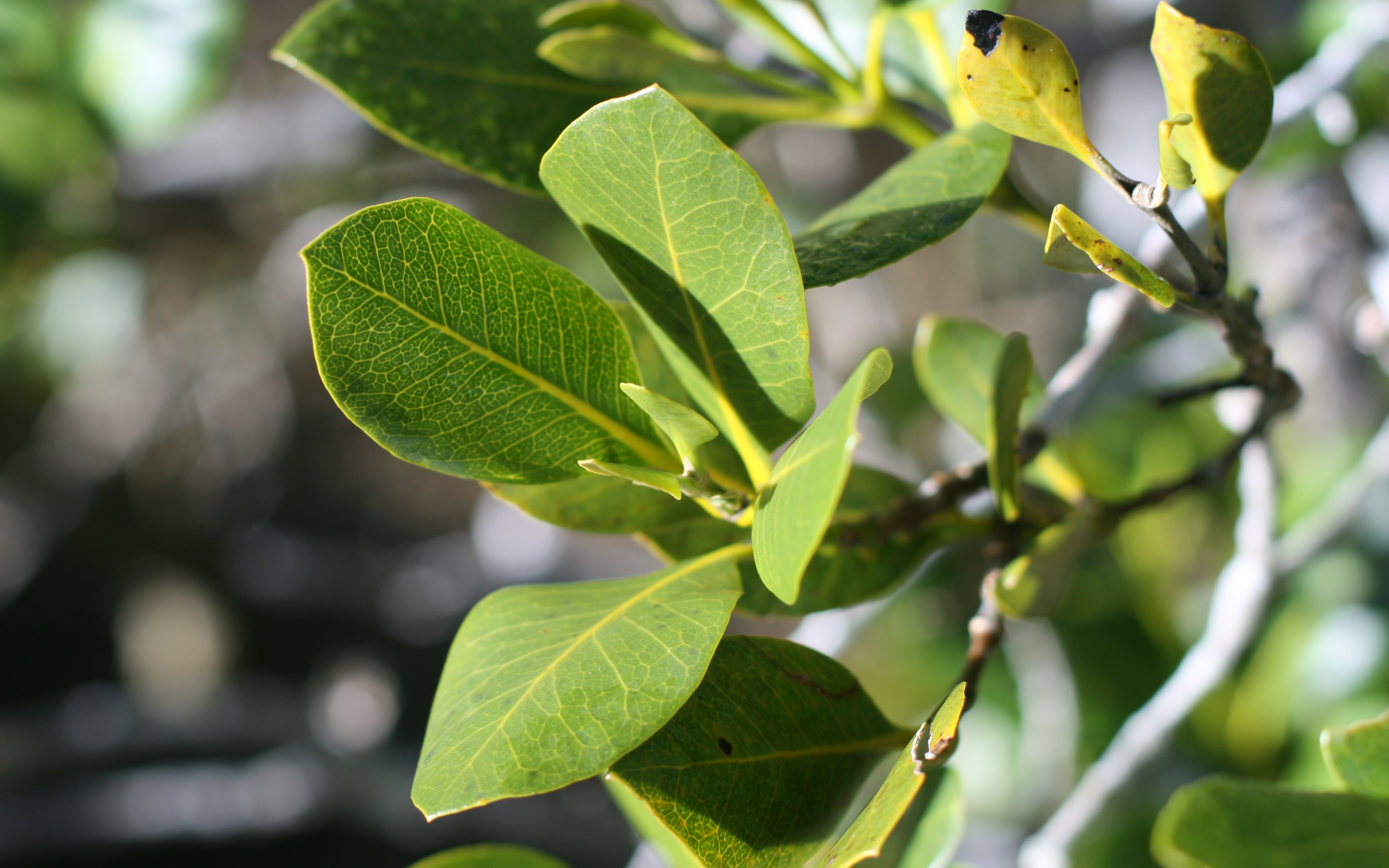
Blätter der Varietät australasica aus Neuseeland

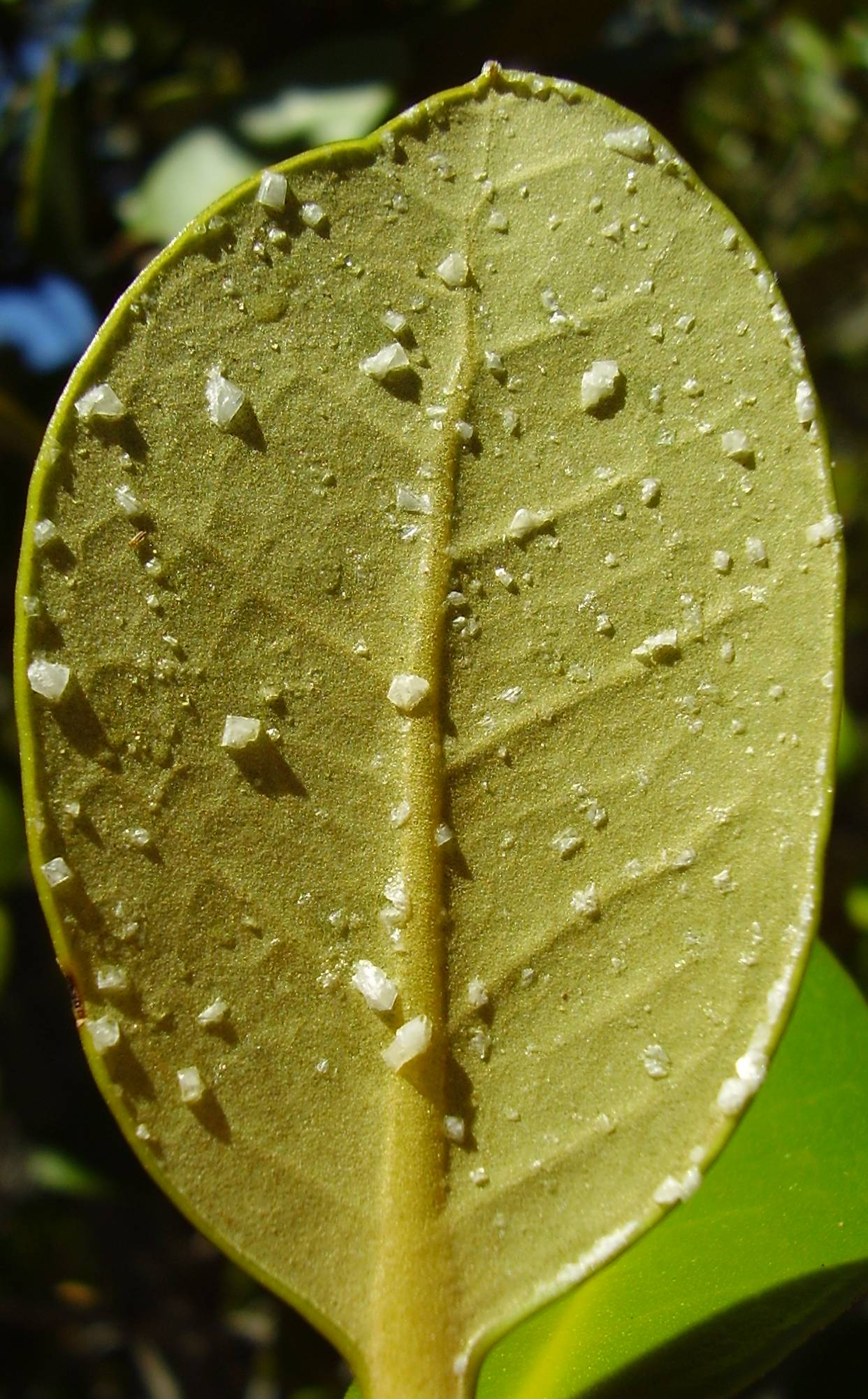
Einzelnes Blatt mit Salzkristallen

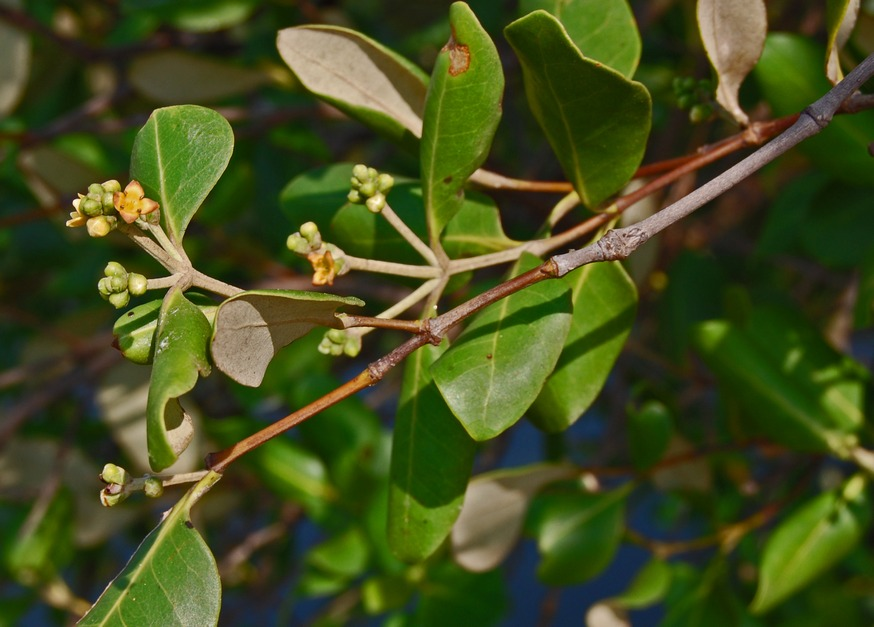
Blütenstände

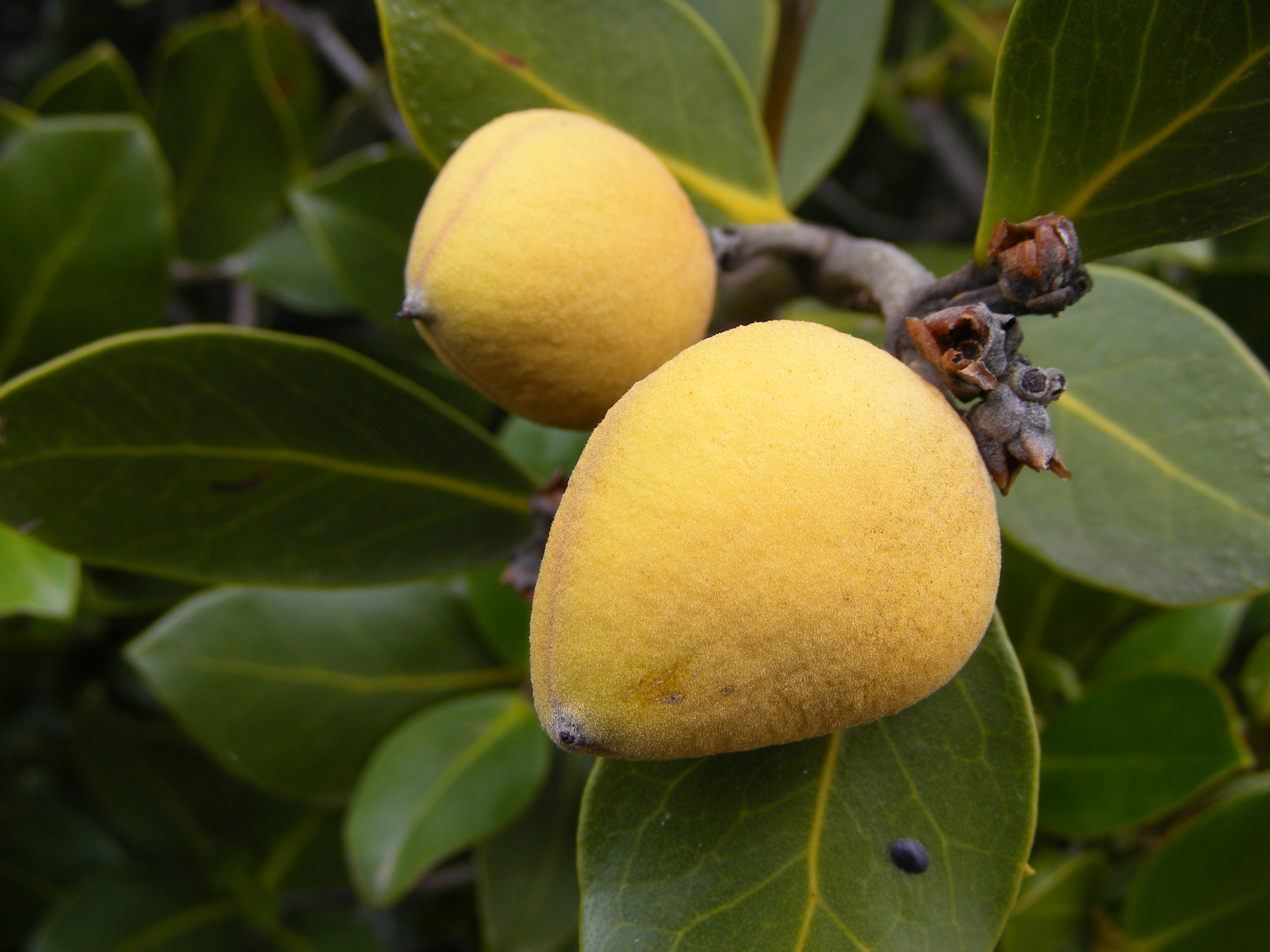
Früchte von Avicennia marina var. resinifera

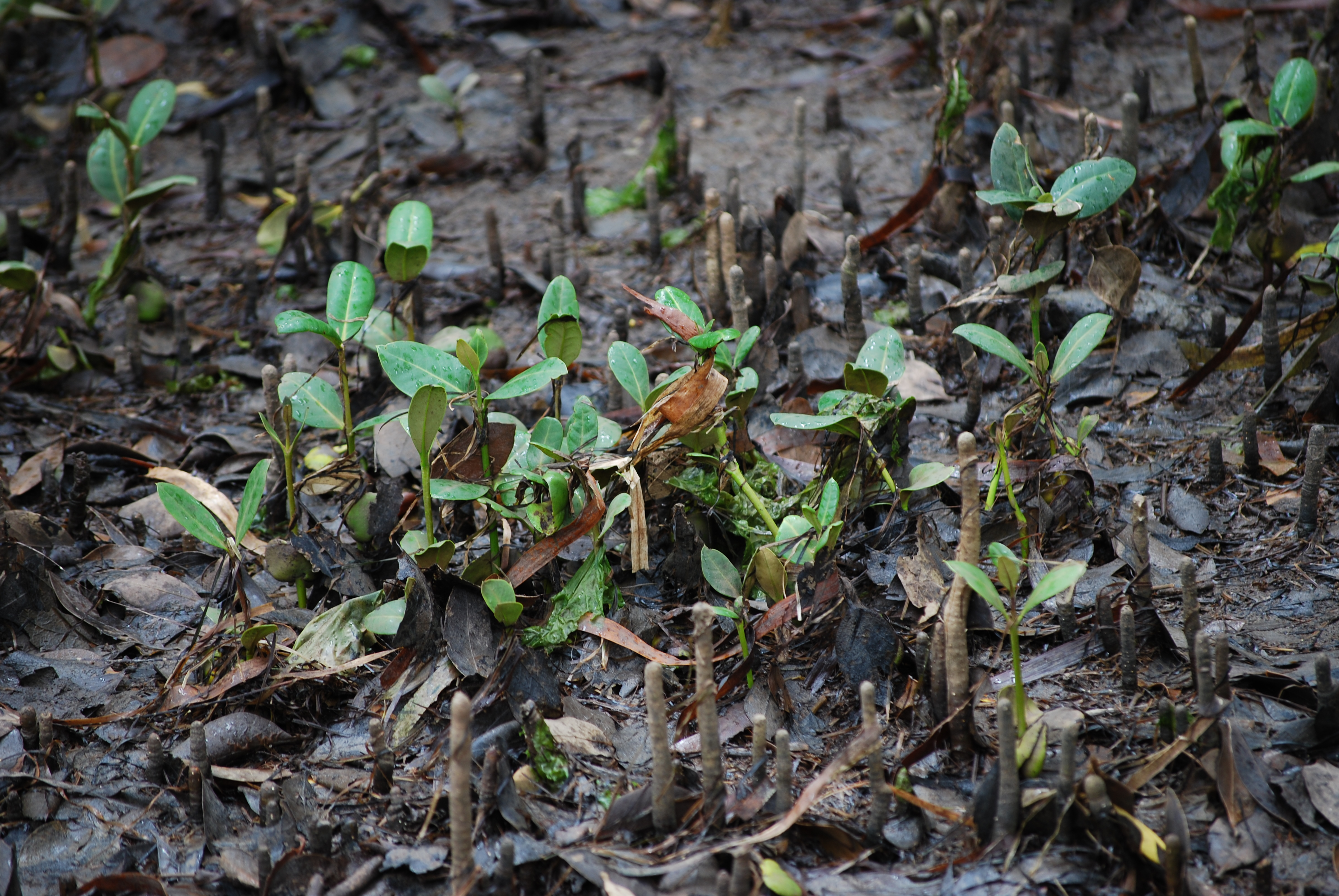
Jungpflanzen

Avicennia marina ist eine auch als Graue Mangrove bezeichnete Mangrovenart aus der Gattung Avicennia, die von der Ostküste Afrikas über Asien und Australien bis Fidschi vorkommt. Sie hat sowohl bezüglich der Längen- als auch der Breitengrade das größte Verbreitungsgebiet aller Mangrovenarten. Wie alle Arten der Gattung Avicennia gehörte sie in die Familie der Akanthusgewächse (Acanthaceae).
Charakteristisch für die gesamte Gattung Avicennia sind Atemwurzeln, die in regelmäßigen Abständen senkrecht aus dem Boden ragen, und das Ausscheiden von salzhaltiger Flüssigkeit an den Blättern. Trocknet die Flüssigkeit, entstehen zahlreiche Salzkristalle, die auf den Blättern gut sichtbar sind.

## Beschreibung

### Erscheinungsform
Avicennia marina ist ein immergrüner Baum, der unter günstigen Bedingungen Wuchshöhen von 30 Metern erreicht und breite Baumkronen bildet. Unter weniger günstigen Bedingungen und an den Randbereichen des Verbreitungsgebiets wächst die Art strauchförmig, so zum Beispiel auf der Nordinsel von Neuseeland.

### Wurzelsystem
Von der Stammbasis gehen mehrere Meter lange, flach verlaufende Wurzeln aus. Diese bilden wie bei anderen Avicennia-Arten in regelmäßigen Abständen Pneumatophoren (Atemwurzeln), die bis zu 30 Zentimeter vertikal in die Höhe ragen und in einer deutlich ausgeprägten Spitze enden. Die Atemwurzeln sind selten verzweigt und haben eine korkartige Oberfläche. Sie dienen zur Versorgung des Wurzelsystems mit Sauerstoff, der im Schlickboden nicht ausreichend vorhanden ist. Daneben werden auch in den Boden wachsende Wurzeln gebildet, die zur Verankerung und Nährstoffaufnahme dienen. Diese werden etwas länger als die Atemwurzeln und verzweigen sich. Avicennia marina bildet manchmal auch Stelzwurzeln aus, was bei Avicennia-Arten sonst selten ist.

### Borke und Holz
Avicennia marina hat eine graue, schuppige, mit Korkporen bedeckte, sich ablösende Borke, die gelblich-grüne Flecken aufweist. Das Holz bildet keine Jahresringe, weist aber eine Bandstruktur aus Xylem- und Phloem-Bändern auf, die durch Sklerenchym voneinander getrennt sind. Die Zahl der Ringe wird nur durch den Stammdurchmesser bestimmt und ist unabhängig von äußeren Einflüssen. Aus der Bandstruktur kann nicht auf das Alter des Baums geschlossen werden.

### Blätter
Die Blätter stehen kreuzgegenständig. Die Blattstiele werden bis zu drei Zentimeter lang, sind gelblich behaart und gefurcht. Die ledrige Blattspreite ist eiförmig und an der Blattspitze abgerundet. Die Adern sind unauffällig, die Mittelrippe steht an der Blattunterseite hervor. Die Oberseite ist glatt, die Unterseite mit zahlreichen kleinen Härchen bedeckt, welche die leicht gräulich bis olivgrüne Farbe verursachen. Zur Regulation des Salzhaushalts sind sowohl an den Ober- als auch Unterseiten der Blätter Salzdrüsen, die eine salzhaltige Flüssigkeit ausscheiden. Trocknet die Flüssigkeit, bilden sich auf den Blättern Salzkristalle.

### Blüten und Früchte
Die Blüten stehen in rispenähnlichen Blütenständen, sind radiärsymmetrisch, gelb-orangefarben, wohlriechend und haben Durchmesser von bis zu sechs Millimeter. Die Blütenkrone ist vierlappig und weitgehend unbehaart mit Ausnahme kleiner Drüsenhaare. Die Staubblätter sind kurz, maximal zwei Millimeter lang und ragen nicht aus der Blüte heraus. Die Staubfäden sind etwa gleich lang wie die Staubgefäße. Der Fruchtknoten wird zwei bis drei Millimeter lang mit einem kurzen, glatten Griffel. Die Bestäubung erfolgt durch Bienen.
Die Kapselfrüchte haben einen Durchmesser von zwei Zentimetern und eine runde bis etwas ovale Form. Die Keimung des Samens erfolgt schon in der Frucht, ohne dass der Keimling die Frucht verlässt, bevor sie abfällt.

### Chromosomenzahl
Die Chromosomenzahl beträgt 2n = 36, 64 oder 96.

## Verbreitung und Standortansprüche
Das Verbreitungsgebiet der Art erstreckt sich von Ostafrika über das Rote Meer entlang tropischer und subtropischer Küsten des Indischen Ozeans bis zum Südchinesischen Meer. Man findet sie an den Küsten Australiens und der Nordinsel Neuseelands, auf Inseln von Polynesien und Fidschi. Das Verbreitungsgebiet liegt zwischen 25° nördlicher und 38° südlicher Breite.
Mangroven treten an tropischen und subtropischen Meeresküsten auf. Ihre Umwelt ist gekennzeichnet durch das Salzwasser, die Gezeiten, durch den aus sauerstoffarmen Schlick bestehenden Untergrund und durch hohe Temperaturen und hohe Luftfeuchtigkeit. Dabei sind sie nicht auf Salzwasser angewiesen, sondern können auch an Armen von Süßwasserflüssen bestehen. Avicennia marina zeigt bei einem Salzgehalt, der etwa der Hälfte von Meerwasser entspricht, ein optimales Wachstum.
Avicennia marina wird in der Roten Liste der IUCN als nicht gefährdet („Least Concern“) geführt.

## Taxonomie und Systematik
Die Graue Mangrove wurde 1775 von Pehr Forsskål in Flora Aegyptiaco-Arabica Seite 37 als Sceura marina erstbeschrieben. Die Art wurde 1907 von Friedrich Vierhapper in Denkschriften der Kaiserlichen Akademie der Wissenschaften, Wien. Mathematisch-Naturwissenschaftliche Klasse Band 71 Seite 435 als Avicennia marina (Forssk.) Vierh. in die Gattung Avicennia gestellt.
Es werden mehrere Varietäten unterschieden, wobei es zu starken Überschneidungen in der Zuordnung kommt. Durch genetische Untersuchungen lassen sich zumindest drei Varietäten unterschieden:
- Avicennia marina var. marina kommt an der Westküste Australiens und den westlich gelegenen Gebieten vor. Sie unterscheidet sich von den anderen Varietäten durch die größere Blütenkrone und den behaarten Blütenkelch.
- Avicennia marina var. eucalyptifolia (Val.) N.C.Duke an der Nordküste Australiens. Sie hat länglichere Blätter, einen behaarten Blütenkelch und eine kleinere Corolla.
- Avicennia marina var. australasica (Walp.) Moldenke an der Ostküste Australiens und östlich gelegenen Gebieten mit kaum behaartem Blütenkelch.

|  | \| \| var. marina \| \| \| \| \| \| var. eucalyptifolia \| \| \| \| |
|  |                                                                     |
|  | var. australasica                                                   |
|  |                                                                     |
|  | var. marina                                                         |
|  |                                                                     |
|  | var. eucalyptifolia                                                 |
|  |                                                                     |

|  | var. marina         |
|  |                     |
|  | var. eucalyptifolia |
|  |                     |

Die Varietäten marina und eucalyptifolia sind genetisch ähnlicher. Die Unterschiede sprechen für eine Trennung vor nur etwa 200.000 Jahren, bei der Varietät australasica für eine Abtrennung vor etwa 2 Millionen Jahren. Für beide Werte sind Abweichungen bis zu einem Faktor 20 möglich. Eine Auftrennung bereits in der Kreidezeit ist jedoch auszuschließen. Die Auftrennung zwischen var. marina und var. eucalyptifolia könnte in der Eiszeit erfolgt sein, als durch den gesunkenen Meeresspiegel eine Landbarriere die weiter östlich vorkommende Varietät marina von der weiter westlich liegenden eucalyptifolia trennte. Der Einfluss dieser Barriere konnte auch für verschiedene im Meer vorkommende Tierarten festgestellt werden.
Aus morphologischen Gesichtspunkten werden von Moldenke folgende Varietäten unterschieden:
- Avicennia marina var. marina mit einem Verbreitungsgebiet von Ostafrika über das Rote Meer bis Australien.
- Avicennia marina var. resinifera (G.Forst.) Bakh. mit kompakten Blütenständen aus zwei bis zwölf Blüten, länglich-elliptischen Blattspreiten mit spitzem bis zugespitztem Apex. Ihr Vorkommen erstreckt sich von Sumatra über Australien, der Nordinsel von Neuseeland, Neukaledonien, Neuguinea bis zu den Philippinen. Die Chromosomenzahl beträgt 2n = 64 oder 96.[10]
- Avicennia marina var. rumphiana (Hallier f.) Bakh. mit langen Blattstielen von 1,5 bis 3 Zentimetern. Das Verbreitungsgebiet erstreckt sich von Malaysia über Neuguinea bis zu den Philippinen.
- Avicennia marina var. anomala Moldenke mit verkleinerten Blütenständen. Das Verbreitungsgebiet beschränkt sich auf Queensland.
- Avicennia marina var. acutissima Stapf & Moldenke mit besonders spitz zulaufenden Blattspitzen. Das Verbreitungsgebiet beschränkt sich auf die Umgebung vom Mumbai.

Folgende weitere von Moldenke nicht anerkannte Varietäten werden genannt:
- Avicennia marina var. intermedia mit einem Verbreitungsgebiet von Malaysien bis nach Neuguinea und den Philippinen. Die Varietät unterscheidet sich durch die eiförmig-runde Spreitenform und die kurzen Blattstiele von maximal 2 Millimetern Länge und den kleinen Früchten. Bei Moldenke wird diese Gruppe zu Varietät marina gezählt.
- Avicennia marina var. australis, der Name dürfte keine taxonomische Bedeutung haben, sondern nur eine geografische Gegebenheit wiedergeben.

Nach POWO werden folgende Unterarten oder Varietäten anerkannt:
- Avicennia marina subsp. australasica (Walp.) J.Everett: Sie kommt von Malesien bis Autralien und Neuseeland vor.[19]
- Avicennia marina subsp. eucalyptifolia (Valeton) J.Everett: Sie kommt von Malesien bis ins nördliche Australien vor.[19]
- Avicennia marina subsp. marina: Sie kommt im südlichen und östlichen Afrika und von Arabien und dem südlichen Asien bsi Australien vor.[19]
- Avicennia marina var. rumphiana (Hallier f.) Bakh.: Sie kommt von der Malaiischen Halbinsel und den Philippinen bis Neuguinea vor.[19]

## Verwendung
Die Spezies hat in traditionellen Gesellschaften eine vielfältige Verwendung. Aus dicken Stämmen werden Einbäume hergestellt. Das wegen seines Salzgehalts gegen Insekten widerstandsfähige Holz wird auch für Möbel sowie im Bootsbau eingesetzt. Es ist auch resistent gegen Termiten.
Als Feuerholz hat es nicht den besten Ruf, wird aber wegen seiner großen Verfügbarkeit hierfür sowie zur Holzkohlenherstellung verwandt.
Nachts wird das grüne Holz gerne als Insektenschutzmittel eingesetzt, da es langsam und unter starker Rauchentwicklung verbrennt, was Moskitos fernhält. Auch Honigsammler machen sich diese Eigenschaft zunutze, um Bienenstöcke zu öffnen.
Die Blüten geben Nektar ab, der Bienen anzieht. Zumindest auf Neuseeland wird die Art als Bienenweide genutzt.

## Nachweise